# Гоганов, Алексей Константинович
Алексе́й Константи́нович Гога́нов (род. 26 июля 1991, Ленинград) — российский шахматист, гроссмейстер (2013), мастер спорта России.
Воспитанник СДЮСШОР № 2 СПбГДТЮ (Аничков дворец), тренер — Борис Гоберман. В 2007 году выиграл чемпионат России до 16 лет, на чемпионате мира до 16 лет разделил 1—4 места. Чемпион Санкт-Петербурга (2008). Неоднократный участник чемпионатов Европы. Участник суперфинала чемпионата России 2013.
Участник Кубков мира: 2015 и 2017.
В составе команды «Медный всадник» обладатель двух Кубков европейских клубов (2018 и 2021).